# Perignamptus carinipennis
Perignamptus carinipennis is een keversoort uit de familie Hybosoridae. De wetenschappelijke naam van de soort is voor het eerst geldig gepubliceerd in 1899 door Gestro. De soort werd ontdekt in Nieuw-Guinea.